# Puerto Leguízamo
Puerto Leguízamo là một khu tự quản thuộc tỉnh Putumayo, Colombia. Thủ phủ của khu tự quản Puerto Leguízamo đóng tại Puerto Leguízamo Khu tự quản Puerto Leguízamo có diện tích 10617 ki lô mét vuông. Đến thời điểm ngày 28 tháng 5 năm 2005, khu tự quản Puerto Leguízamo có dân số 15586 người.